# Keri-Anne Payne
Keri-Anne Payne (Johannesburg, 9 dicembre 1987) è un'ex nuotatrice britannica, specializzata nei 10 km di fondo.

## Carriera
Ha vinto la medaglia d'argento nella 10 km di fondo alle Olimpiadi di Pechino 2008; nella stessa edizione ha gareggiato anche nei 200 m misti, arrivando 16º e nei 400 m misti, 15º.
Ai Mondiali di nuoto 2009 di Roma ha vinto la gara dei 10 km. Stessa cosa succede il 19 luglio 2011 sempre nella 10 km, ai Mondiali di nuoto 2011

## Palmarès
- Giochi olimpici

Pechino 2008: argento nei 10 km.
- Mondiali di nuoto

Roma 2009: oro nei 10 km.
Shanghai 2011: oro nei 10 km.
- Europei di nuoto in vasca corta

Vienna 2004: oro nei 400m sl.
- Giochi del Commonwealth

Delhi 2010: bronzo nei 400m misti.
- Europei giovanili

Linz 2002: bronzo negli 800m sl e nella 4x200m sl.
Glasgow 2003: argento negli 800m sl e nella 4x200m sl e bronzo nei 400m sl.

## Riconoscimenti
- LEN Award: 2011
- Atleta dell'anno FINA: 2011
- Open Water Swimmer of the Year: 2009, 2011